# Fußpunktspeisung
Die Fußpunktspeisung ist eine Form der Antennenankopplung. Darunter versteht man die Speisung eines Vertikalstrahlers, zum Beispiel in Form eines selbststrahlenden Sendemasten, an dessen Fußpunkt. Hierfür muss der Vertikalstrahler gegen Erde isoliert sein.
Bei einem Viertelwellenstrahler befinden sich bei Fußpunktspeisung an der Einspeisestelle das Spannungsminimum und das Strommaximum, bei einem Halbwellenstrahler ein Spannungsmaximum und ein Stromminimum. Die Leistungsanpassung an die Impedanz des Koaxialkabels vom Sendergebäude erfolgt durch einen Resonanztransformator.